# Armin Gutowski
Armin Gutowski (* 14. Juli 1930 in Nürnberg; † 29. November 1987 in Hamburg) war ein deutscher Volkswirt.

## Leben

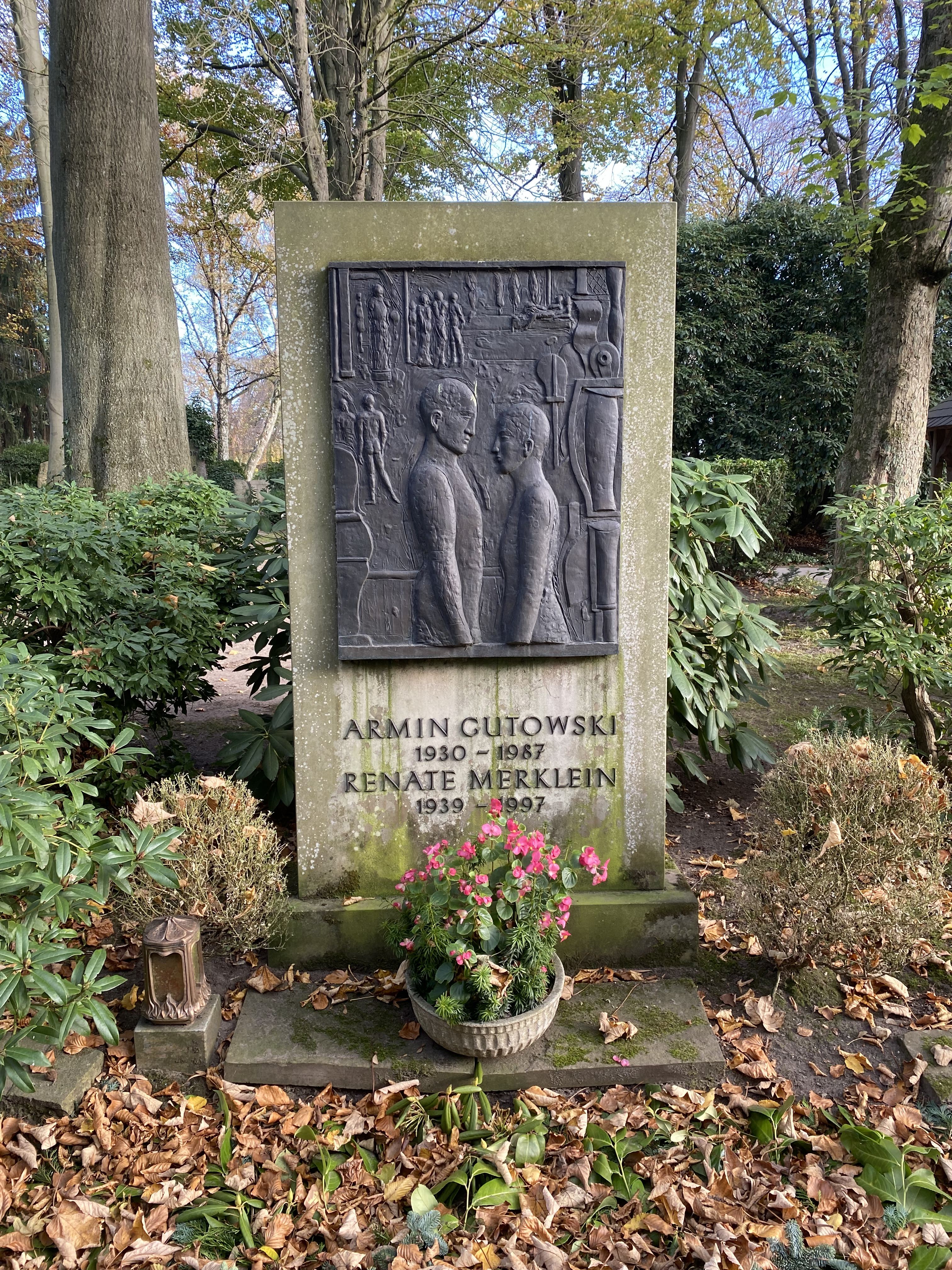
Grabstätte

Gutowski war von 1967 bis 1970 Professor für Volkswirtschaftslehre und Entwicklungsländerforschung an der Universität Gießen. Von 1970 bis 1978 war er Professor für Volkswirtschaftslehre an der Universität Frankfurt. Außerdem war Gutowski ab Dezember 1970 als Nachfolger von Manfred Schäfer Mitglied im Sachverständigenrat zur Begutachtung der gesamtwirtschaftlichen Entwicklung. Nach seinem Ausscheiden im Februar 1978 wurde Horst Albach sein Nachfolger. Gutowski wechselte daraufhin als Professor für Volkswirtschaftslehre an die Universität Hamburg und wurde am 1. November 1978 Leiter des HWWA-Instituts. Beides blieb er bis zu seinem Tode.
Armin Gutowski war Autor und Herausgeber von Werken zur Politischen Ökonomie, Geldtheorie und Entwicklungspolitik. Darunter auch das Standardwerk  Hamburger Jahrbuch für Wirtschafts- und Gesellschaftspolitik (mehrere Ausgaben) und des Buches Internationale Kapitalbewegungen Verschuldung und Währungssystem (Mainz, 1984).
Er galt als einer der prominentesten Verfechter der liberalen Wirtschaftsordnung. 1982 war er Mitbegründer des sogenannten Kronberger Kreises. Armin Gutowski war unter anderem  als Berater der Bundesregierung und der chinesischen Regierung tätig. Dorthin wurde er mehrfach zu fachlichen Vorträgen eingeladen. Von 1966 bis 1987 war er Mitglied des Wissenschaftlichen Beirates des Bundesverkehrsministeriums.
Armin Gutowski war mit der Spiegel-Journalistin Renate Merklein verheiratet. Gemeinsam ruhen sie auf dem Alten Niendorfer Friedhof.